# Noia pèl-roja
Noia pèl-roja (Fille rousse) és un oli sobre tela de 40,5 × 36,5 cm realitzat per Amedeo Modigliani vers l'any 1915 i dipositat al Museu de l'Orangerie de París.

## Context històric i artístic
L'any 1915, després d'abandonar l'escultura, Modigliani va tornar a la pintura encara que amb una certa dificultat i experimentant amb diferents estils i tècniques. Aquest quadre forma part d'una sèrie de retrats en què l'artista va fer una interpretació molt lliure del cubisme: la model és representada contra un fons geomètric (possiblement, una exposició de pintures) de línies horitzontals i verticals.
No se sap qui va ser la model d'aquesta Noia pèl-roja. Així com la majoria dels models masculins de Modigliani són coneguts, en canvi les seues nombroses models sovint són identificades únicament pel seu nom de pila o nacionalitat, i d'altres, com és el cas ací, romanen en l'anonimat més absolut.

## Descripció
El rostre de la noia apareix sobre un fons abstracte, constituït per una sèrie de plans geomètrics pintats amb diversos tons de gris-beix i de marró vermellós, de tonalitat més clara cap als extrems i tirant al negre al centre de la tela. El posat hieràtic de la noia queda atenuat per la lleugera inclinació del cap. A més, la llum, procedent de l'esquerra, anima la superfície de la tela, il·luminant la galta dreta de la model, subratllada per un modelat discret, mentre que l'altra meitat del rostre, pintada amb tons més apagats, no té relleu.
Com en tots els seus retrats, Modigliani procedeix per esquematització de les formes: en aquest cas, l'arc de cercle que dibuixa les espatlles, el coll allargat (que es redueix a un cilindre) i l'oval regular de la cara. La mateixa cabellera està subratllada per una sèrie de línies negres ondulades. Aquestes formes geomètriques estilitzades es contraposen al modelat del rostre i, sobretot, a l'expressiva mirada de la noia.
L'estilització de la cara, el tractament dels cabells vermells amb línies ondulades i la simplificació dels volums són el resultat dels seus experiments amb l'escultura i de les seues cariàtides.